# Santtu Vehkomäki
Santtu Vehkomäki (2002) è un giocatore di football americano finlandese che gioca come wide receiver per gli Helsinki Roosters.